# Public Enemy

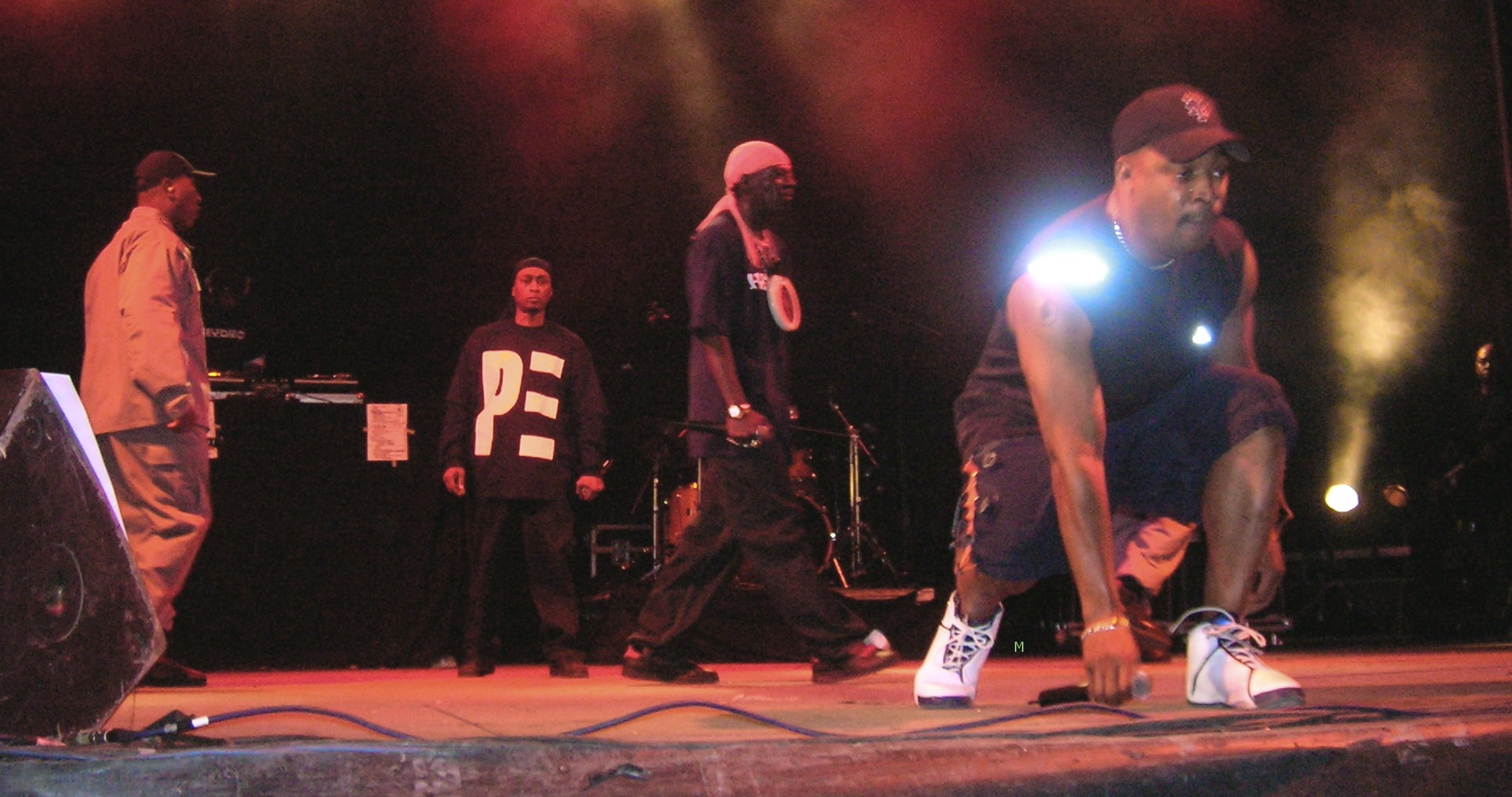
Concierto de Public Enemy en 2006

Public Enemy es un grupo musical estadounidense de Rap y Hip Hop proveniente de Long Island, Nueva York, formado en 1985 por Chuck D y Flavor Flav.La banda llegó a volverse popular gracias a por sus mensajes políticos, tocando temas como el racismo dentro de los Estados Unidos y América en sus canciones.
Durante los años Public Enemy fue cambiando de miembros -Siendo Chuck D el único que no cambio de la banda- como el cofundador de la banda: Professor Griff el cual se saldría de la banda en 1989 para luego volver en 1998, DJ Lord se unió a la banda en 1998 como remplazo del previo DJ de la banda: Terminator X, Etc...

## Origen
El activista Carlton "Chuck D" Ridenhour se unió en 1982 a Spectrum City, un equipo de DJs de la Universidad Adelphi, en donde Chuck D estudiaba diseño gráfico, buscando utilizar el rap para comunicar sus ideas, especialmente transmitir mensajes de orgullo, autodefensa y afirmación cultural a la comunidad afrodescendiente. Spectrum City, dirigido por Hank Shocklee, logró tener su propio horario de mix en directo en la radioemisora de la universidad WBAU, cuya programación estaba a cargo de Bill Stephney, quien más tarde produjo álbumes del grupo
En 1985, Chuck D se reunió con Flavor Flav en una cinta que titularon Public Enemy #1, refiriéndose a la persecución que decían sufrir por parte de la escena rapera local. Public Enemy firmó un contrato con la discográfica Def Jam Recordings, después de que el productor Rick Rubin oyese un freestyle de Chuck D que Stephney le facilitó. En Def Jam coincidirán con Beastie Boys, LL Cool J y otros artistas de la edad de oro del hip hop.

## Historia

### Primeros años y éxito comercial
Public Enemy lanzó su primer álbum en 1987, titulado Yo! Bum Rush The Show. Este álbum no obtuvo un enorme éxito, pero hizo que Public Enemy fuese conocido por canciones como "You're Gonna Get Yours", "Miuzi Weights a Ton", "Public Enemy No. 1" y la que da título al álbum, "Yo! Bum Rush the Show". La mayoría de canciones eran rapeadas por Chuck D. Terminator X (antes llamado DJ Mello-D cuando trabajaba como asistente para Spectrum City) se encargó de los scratch, el exlocutor principal de Spectrum, Hank Shocklee, no aparecía en las presentaciones, y Flavor Flav participó poco, a excepción de "Too Much Posee", la única canción que interpreta solo.
Al año siguiente, sale a la venta su álbum It Takes a Nations of Millions to Hold Us Back, el cual poseía canciones mezcladas con grabaciones del concierto dado el 3 de noviembre de 1987 en Londres para el Def Jam Tour por Europa ("Terminator X to the Edge of Panic", "Rebel Without a Pause"). En esta segunda entrega, Schocklee adhiere al equipo de producción al programador Eric Sadler, con quien se encargó del sampleo y el mezclado de las pistas, logrando una atmósfera nerviosa, al borde del noise. El álbum recibió excelentes críticas, siendo considerado como un punto de quiebre en el hip-hop y una importante influencia en el rap de los noventa, haciendo uso innovador de sampleos, mezclas de rap con rock ("She Watch Shannel Zero" contenía un sample de la canción "Angel Of Death" de Slayer) y por su actitud militante.
Nation of Millions les generó giras continuas, y en 1990 lanzaron su tercer álbum de estudio, Fear of a Black Planet. Este álbum contenía canciones unidas y sampleos más intrincados y las largas cadenas de versos de Chuck D. El álbum fue muy aclamado y se destacaron las canciones "Brother Gonna Work it Out", "911 is a Joke", "Welcome to the Terrordome", "Burn Hollywood Burn", "Fear of a Black Planet" y "Fight the Power", esta última fue célebre por aparecer como tema central de la película Do The Right Thing, del director de cine afroamericano Spike Lee, y por su controvertida lírica donde menciona sin tapujos a héroes como John Wayne y Elvis Presley como instrumentos del racismo.
Durante este período, uno de los miembros del grupo, Professor Griff, causó una polémica al mencionar en una entrevista que "todo lo malo en el mundo ocurría por los judíos". Este comentario causó acusaciones de antisemitismo a la banda y acabó con la decisión de Chuck D de expulsar a Griff del grupo. Las giras continuaron, y tras dos años de espera, lanzaron su cuarto álbum, Apocalypse 91... The Enemy Strikes Black. Este álbum poseía menos pero más extensas canciones. Fue muy aclamado por la crítica aunque obtuvo menos ventas que sus discos anteriores. De este álbum fueron populares las canciones "By the Time I Get to Arizona" y "Bring tha Noize", la cual era una versión rap metal de su canción "Bring the Noise", interpretada por Public Enemy y Anthrax.
Tras diez años de historia, Public Enemy lanzó su álbum Greatest Misses en 1992, donde se incluían más de veinte remixes de las canciones de los discos anteriores, más la aparición de seis nuevas canciones. En 1994, Public Enemy lanzó uno de sus álbumes más raros, titulado Muse Sick-N-Hour Mess Age. A pesar de que más del 50 % de personas consideran el "It Takes a Nation..." como el mejor álbum de la banda, este nuevo álbum ocupó un importante lugar entre los fanáticos a pesar de que no fue muy popular.[cita requerida] El álbum incluía novedades, Chuck D mejoró su voz, variando de un canto melódico (acompañando a Flavor Flav en "What Kind of Power We Got?") a un rap veloz (en "Race Against Time"). Flavor Flav participó intensamente. Además aparecía una batería en todas las canciones, la cual daba un estilo más crudo a la banda, que les valió comparaciones sarcásticas con grupos de rock alternativo. A pesar de sus innovaciones, solamente se hizo popular la canción "Give it Up". Los vientos en el mundo del hip hop estaban cambiando, pues era el gangsta rap de la costa oeste el que ahora acaparaba las listas de ventas.

### Años posteriores y cambios de alineación
Tras tres años sin editar, la banda lanzó en 1998 la banda sonora de la película de Spike Lee He Got Game con Denzel Washington. El álbum comenzó un período declinante de la banda, ya que sus ventas y posiciones en las listas disminuyeron. En 1999, publicaron otro de sus álbumes, titulado There's a Poison Goin On. Este álbum tenía un sonido diferente del hip hop conocido del grupo, dejando de lado los extensos versos de rap, pasando hacia un sonido más oscuro. La mayoría de canciones eran de ese tipo, y las únicas que tuvieron ligera acogida fueron "Do You Wanna Go Our Way?", "LSD", y "World Tour Sessions".
Tras pasar nuevamente desapercibidos, y perder la fama que tuvieron por casi diez años, Terminator X se retiró de la banda, y en su reemplazo entró DJ Lord. Tras la ida de un gran compañero de la banda, regresó otro: el Professor Griff. Lanzaron en el 2002, en celebración de sus veinte años de vida artística, el álbum Revolverlution. Este álbum, al igual que el Greatest Misses, poseía más de 20 remixes de canciones anteriores, aunque contó con pequeñas novedades. Aparte de las remezclas, ciertas canciones incluía audios en vivo; había dos interludios, que eran mensajes de Chuck D y Flavor Flav; siete canciones eran nuevas, y dos de ellas eran interpretadas por otros artistas.
Tras tres años de silencio, lanzaron en el 2005 el álbum New Whirl Odor, el cual proclamaron como "el mejor de la historia". Para entonces, los medios ya consideraban a Public Enemy como una banda legendaria del rap. Chuck D, por ejemplo, ha sido entrevistado en distintos documentales sobre la historia del hip hop. Los miembros del grupo se sentían halagados, pero consideraron esa calificación era como una manera decir que el grupo había pasado de época. En contra de esto, lanzaron en el 2007, y titulado How You Sell Soul to a Souless People Who Sold Their Soul. Desde entonces han lanzado seis álbumes más, el más reciente de ellos What You Gonna Do When the Grid Goes Down? en 2020.

## Música
El equipo de productores Bomb Squad (Hank y Keith Shocklee y Eric "Vietnam" Sadler), junto con Chuck D, creaba mediante samplers unas complejas e innovadoras bases de hip hop, compuestas por decenas de sonidos: voces, ruidos y fragmentos musicales extraídos de otros discos. En los ochenta, solían utilizar numerosas muestras breves de sonidos de otros autores difícilmente reconocibles, sin preocuparse por los derechos de autor. Esta mezcla de sonidos producía lo que llamaban un muro sónico. A partir de 1992 (en gran parte, motivado por el caso Gilbert O'Sullivan v/s Biz Markie), las compañías discográficas prestaron una mayor atención a la utilización de samples en el hip hop, por lo que Public Enemy tuvo que utilizar menos piezas con derechos de autor y más instrumentación orgánica.
Sobre estas bases musicales, modificadas por los efectos transformer y scratches del DJ Terminator X, Chuck D rapeaba largas cadenas de versos cortos con aliteraciones y rimas internas, y con contenidos frecuentemente políticos. Instaba a sus oyentes a alejarse de la delincuencia y de las drogas, y a desconfiar y combatir a grupos en el poder. Sus primeros trabajos estaban muy influidos por las enseñanzas de la Nación del Islam, un grupo radical de musulmanes afroamericanos fundada por Louis Farrakhan. Esto se contraponía a los versos Flavor Flav, quien tenía un aspecto y letras menos serias.

## Influencias en otros artistas
- Public Enemy fue el primer grupo de rap en realizar extensas giras internacionales, que aumentó su popularidad e influencia en las comunidades de hip hop de Europa y Asia.

- Fragmentos de sus canciones han sido sampleados por muchos otros intérpretes y grupos, entre ellos Madonna, con "Justify My Love" (que samplea "Security of the First World"); los españoles Def Con Dos y Negu Gorriak. Así como también los populares estandartes del new wave de los años ochenta, los británicos Duran Duran, hicieron una versión particular del tema "911 Is a Joke" en su disco Thank You, de 1995.

- En el año 2004, la revista Rolling Stone los colocó en el puesto 44 de su lista de los 100 mejores artistas de todos los tiempos.[15] En 2020, la misma revista situó al álbum It Takes a Nation of Millions to Hold Us Back en el puesto número 15 de los 500 mejores álbumes de todos los tiempos.

## Miembros

### Miembros actuales
- Chuck D
- Flavor Flav
- Sammy Sam
- Khari Wynn
- DJ Lord
- Davy DMX
- T-Bone Motta

### Miembros anteriores
- Terminator X
- Professor Griff
- DJ Johnny Rosado
- Sister Souljah
- Brian Hardgroove
- Michael Faulker

### Miembros de The S1W
- Brother James
- Brother Mike
- James Bomb
- The Interrogator
- Big Casper
- Pop Diesel
- Big Jake
- Brother Roger

### Miembros de The Bomb Squad
- Hank Shocklee
- Gary G-Wiz
- Keith Shocklee
- Vietnam

## Discografía

### Álbumes de estudio
- 1987 - Yo! Bum Rush The Show
- 1988 - It Takes a Nation of Millions to Hold Us Back
- 1990 - Fear of a Black Planet
- 1991 - Apocalypse 91: The Enemy Strikes Black
- 1994 - Muse Sick-n-Hour Mess Age
- 1999 - There's A Poison Goin On
- 2002 - Revolverlution
- 2005 - New Whirl Odor
- 2006 - Rebirth of a Nation
- 2007 - How You Sell Soul to a Souless People who Sold their Soul
- 2012 - Most of My Heroes Still Don't Appear on No Stamp
- 2012 - The Evil Empire of Everything
- 2015 - Man Plans God Laughs
- 2017 - Nothing Is Quick in the Desert
- 2020 - Loud Is Not Enough
- 2020 - What You Gonna Do When the Grid Goes Down?
- 2025 - Black sky over the projects: Apartment 2025

### Álbumes de recopilación
- 1992 - Greatest Misses
- 2001 - 20th Century Masters – The Millennium Collection: The Best of Public Enemy
- 2005 - Power to the People and the Beats: Public Enemy's Greatest Hits
- 2006 - Beats And Places
- 2013 - Planet Earth: The Rock and Roll Hall of Fame Greatest Rap Hits

### Bandas sonoras
- 1998 - He Got Game